# (200394) 2000 RJ51
(200394) 2000 RJ51 es un asteroide perteneciente al cinturón de asteroides descubierto el 5 de septiembre de 2000 por el equipo del Lincoln Near-Earth Asteroid Research desde el Laboratorio Lincoln, Socorro, Nuevo México, Estados Unidos.

## Designación y nombre
Designado provisionalmente como 2000 RJ51.

## Características orbitales
2000 RJ51 está situado a una distancia media del Sol de 2,455 ua, pudiendo alejarse hasta 2,961 ua y acercarse hasta 1,950 ua. Su excentricidad es 0,205 y la inclinación orbital 3,576 grados. Emplea 1405,85 días en completar una órbita alrededor del Sol.

## Características físicas
La magnitud absoluta de 2000 RJ51 es 15,7. 